# Þóroddur Hjálmarsson
Þóroddur Hjálmarsson (Thorodur, n. 892) fue un vikingo y bóndi de Möðruvellir í Eyjafirði, Eyjafjarðarsysla en Islandia. Es un personaje citado en la saga de Njál, saga Vatnsdœla, y saga de Víga-Glúms. Se casó con Regínleif Sæmundsdóttir (n. 890), hija de Sæmundur suðureyski, y de esa relación nacieron dos hijos, Arnljótur Þóroddsson (n. 935) y Hallbera Þóroddsdóttir (n. 922) que sería esposa de Eyjólfur Valgerðsson.